# Pseudocuma simile
Pseudocuma simile är en kräftdjursart som beskrevs av Georg Ossian Sars 1900. Pseudocuma simile ingår i släktet Pseudocuma och familjen Pseudocumatidae. Arten är reproducerande i Sverige. Inga underarter finns listade i Catalogue of Life.